# إريكسون
إريكسون (بالإنجليزية: Ericsson) هي شركة ذات أصل سويدي وأحد الشركات الرائدة في مجال توفير أنظمة توصيل البيانات والاتصال عن بعد، بالإضافة إلى خدمات ذات علاقة، مغطية بذلك نطاقاً واسعاً من التقنيات التكنولوجية. تأسست في عام 1876 كمتجر لتصليح معدات التلغراف على يد لارس ماجنس إريكسون، وتم إنشاء الشركة في 18 أغسطس عام 1918. يقع مقر الشركة الرئيسي في كيستا ببلدية ستوكهولم، ومنذ عام 2003، تم اعتبار إريكسون جزءاً مما يطلق عليه القرية اللاسلكية. ابتداءً من منتصف التسعينات، وبوجود إريكسون المستمر في ستوكهولم، ساعد ذلك على جعل العاصمة السويدية واحدة من محوار أبحاث تكنولوجيا المعلومات.
في أوائل القرن 20 ، سيطرت اريكسون في السوق العالمية لتبادل المكالمات الهاتفية. تم تركيب أكبر مقسم للهاتف اليدوي، لخدمة 60000 خط، من قبل اريكسون في موسكو في 1916.
خلال التسعينات، حازت اريكسون على حصة سوقية 35-40 ٪ من تركيب شبكات الهاتف الخلوي. مثل معظم شركات الاتصالات السلكية واللاسلكية، عانت اريكسون خسائر فادحة بعد انهيار الاتصالات السلكية واللاسلكية في وقت مبكر من عام 2000 ، وكان لتسريح عشرات الآلاف من الموظفين في جميع أنحاء العالم محاولة لمعالجة الوضع المالي، والعودة إلى الربحية قبل منتصف 2000.
اريكسون حاليا أكبر شركة في العالم لمعدات الاتصالات السلكية واللاسلكية النقالة مع حصة في السوق تبلغ 35 ٪.

## وصلات خارجية
- الموقع الرسمي